# 橋本総業ホールディングス
橋本総業ホールディングス株式会社（はしもとそうぎょうホールディングス）は、日本の住宅設備機器及び管工機材を販売・提供する企業。

## 概要
1890年に創業して以来、水道工事業を皮切りに管工機材、そして環境・設備機材へと業種を堅実に拡大してきた企業である。
当社は持株会社であり、傘下に橋本総業を始めとする5社を置いている。
また社会的活動にも熱心であり、プロテニスチームである『チームHAT』を結成し、穂積絵莉、二宮真琴、柴原瑛菜ら有力プロ選手が契約選手として所属している他、2017年まで東京有明国際オープン大会を協賛していた。また映画製作にも進出している。

## 沿革
- 1890年 - 東京府東京市神田区岩本町にて、『橋本商店』として創業。
- 1915年 - 東京府東京市日本橋区日本橋小伝馬町へ移転。
- 1924年 - 社名を『橋本パイプ店』と改称。
- 1938年 - 株式会社化し、『株式会社橋本商店』と改称。当社ではこれを企業設立の時としている。
- 1939年 - 『株式会社橋本製作所』と改称。
- 1970年 - 社名を『橋本総業株式会社』と改称。
- 2016年 - 持株会社とし、本体を『橋本総業ホールディングス』とする。